# ضأن بربري
الضأن البربري والذي يعرف أيضا بِـأُرْوِيَّة المغرب أو الأروي أو الأوداد (كما يسميه البربر) أو الكبش الملتحي أو الودان (في ليبيا)، هو أحد أنواع الخرفان البرّية التي تنتمي إلى تحت فصيلة الظباء الماعزية والذي يعيش في الجبال الصخريّة بشمال أفريقيا وفلسطين قديما. تم تعريف ستة سلالات من هذه الحيوانات حتى الآن، وعلى الرغم من أنها تعتبر نادرة اليوم في موطنها الأصلي فهي مألوفة في بعض المناطق التي أدخلت إليها مثل الولايات المتحدة وجنوب أوروبا وغيرها من البلدان.
تعيش الأكباش البربرية في الجبال الصحراوية على اختلاف ارتفاعها، فهي يمكن أن توجد في الأماكن القليلة الارتفاع عن سطح البحر وصولا حتى مستوى تساقط الثلوج. تعتبر هذه الحيوانات متأقلمة بشكل كبير مع المناخ الجاف، فهي قادرة على أن تعيش لفترات طويلة دون أن تشرب وبالاعتماد فقط على مياهها الأيضيّة.
يتم تربية هذه الحيوانات في الولايات المتحدة وتزويجها انتقائيا لإنتاج أفراد ضخمة يمكن استخدامها في الصيد التجاري. تعتمد الشعوب المرتحلة في الصحراء الكبرى على هذه الحيوانات كمصدر للحم، الجلد، الشعر، والقرون، التي تستخدمها في مجالات متنوعة.

## التسمية
يُشتق الاسم الثنائي لهذه الحيوانات Ammotragus lervia من الكلمة اليونانية آموس (بمعنى «رمل»، وهي ترمز إلى لون كسوة الضأن الرمليّة) وتراغوس (بمعنى «ماعز»). أما كلمة Lervia فتشتق من كلمة «لروي» استعملها الرحالة ت. شاو في كتابه «أسفار وملاحظات» (بالإنجليزية: Travels and Observations) لوصف الخراف البرية في شمال أفريقيا من بين الغرائب التي شاهدها في بلاد البربر والشام. أما كلمة «وداد» فهو اسم هذه الحيوانات عند البربر.

## الوصف
يعتبر الضأن البربري كبشا كبير الحجم مقارنة بغيره من الخرفان البرية، حيث يبلغ علوه ما بين 80 و 100 سنتيمتر عند الكتفين (30 إلى 40 بوصة) ويزن ما بين 40 إلى 140 كيلوغراما (90 إلى 310 أرطال). يصبح لون هذه الحيوانات الرملي الضارب إلى البني داكنا أكثر مع تقدم الحيوان بالسن، كما ويكون لون القسم السفلي أبهت من العلوي بشكل بسيط. تمتلك هذه الأكباش أيضا خطا قاتما على الظهر بالإضافة إلى لون خمريّ أو بني ضارب إلى الرمادي على الأقسام العليا من جسدها والجزء الأمامي من قوائمها. للجنسين بعض من الشعر الأشعت على الحلق (يمتد إلى الصدر عند الذكور) بالإضافة إلى لبدة قصيرة، كما لديها قرون ناعمة، مجعدة عند قاعدتها، ومعقوفة نحو الداخل حيث يصل طولها إلى 50 سنتيمترا. ويفترض العلماء أنه من الممكن أن تنمو القرون ليصل طولها إلى ستة بوصات.

### السلالات
تم تصنيف السلالات بناء على توزعها في شمال أفريقيا بشكل رئيسي:
| - السلالة الأرويّة (Ammotragus lervia lervia)، صنّفها بالاس عام 1777. (معرضة للانقراض بدرجة دنيا). - سلالة الصحراء الكبرى (Ammotragus lervia sahariensis)، صنّفها روثتشايلد عام 1913. (معرضة للانقراض بدرجة دنيا). - سلالة بلايني (Ammotragus lervia blainei)، صنّفها روثتشايلد عام 1913. (معرضة للانقراض بدرجة دنيا). | - سلالة أنغوس (Ammotragus lervia angusi)، صنّفها روثتشايلد عام 1921. (معرضة للانقراض بدرجة دنيا). - سلالة فاسي (Ammotragus lervia fassini)، صنّفها لابري عام 1930. (معرضة للانقراض بدرجة دنيا). - السلالة المصريّة (Ammotragus lervia ornatus)، صنّفها جيفري ساينت هيلاري عام 1827. (منقرضة في البرية). |

## العادات

### السلوك

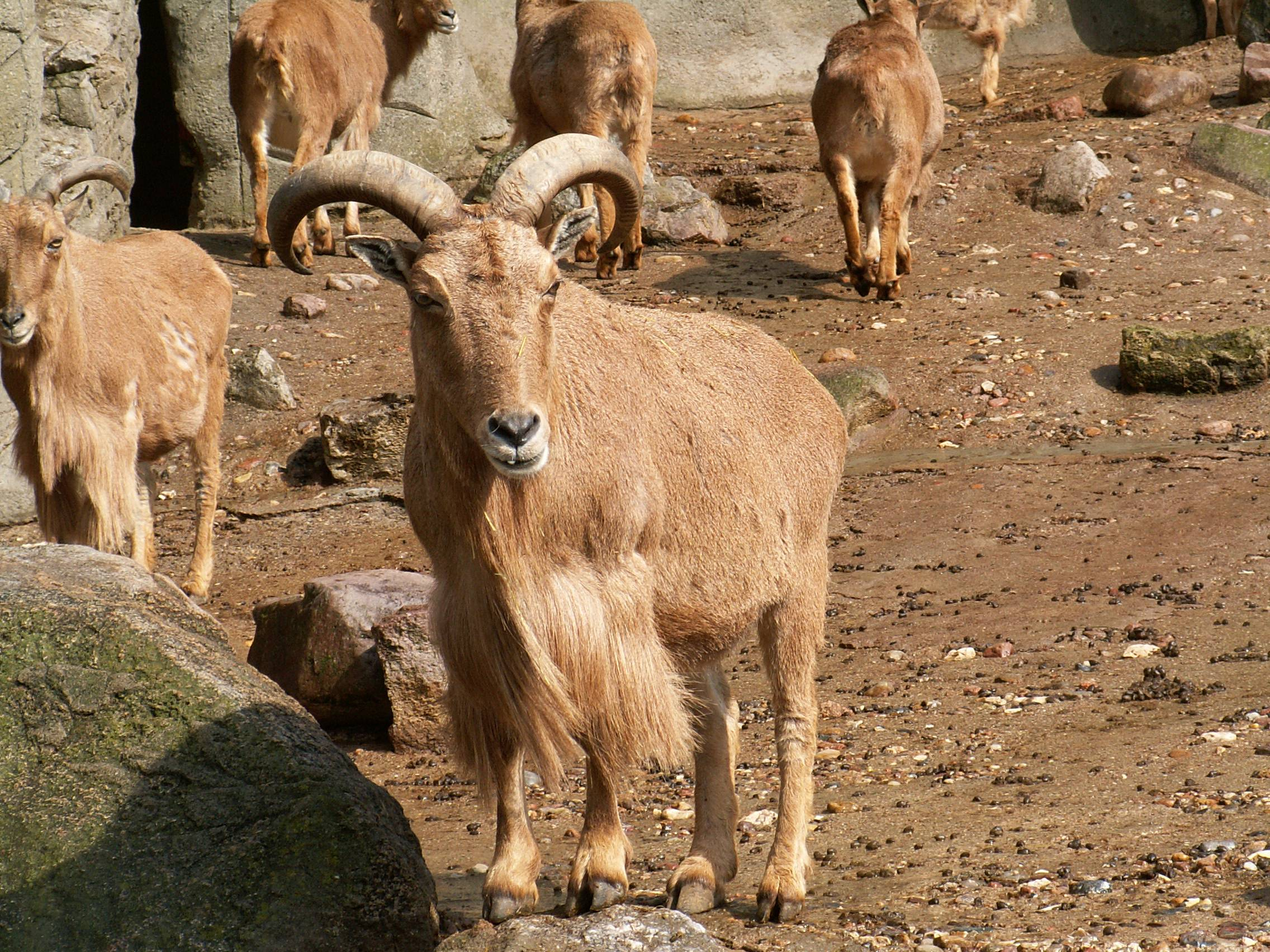
قطيع أكباش بربرية في حديقة حيوانات، ويبدو أحد الذكور في المقدمة.

تمّ ملاحظة وجود تراتبية في السيطرة بداخل القطيع عند الجمهرات الأسيرة في حدائق الحيوانات، ويظهر بأن هذه التراتبية تبدأ عند الذكور وتنتهي عند الجديان، كما أن هناك تراتبية بين أفراد الجنس الواحد، فالذكور هم دوما الجنس المسيطر في القطيع، بسبب الفارق الواسع بين حجمهم وحجم الإناث، ويرأس القطيع الذكر الأعلى مرتبة بين أبناء جنسه، كما أن هناك دوما أنثى مسيطرة على باقي الإناث، وفي القطعان التي لا تحوي ذكورا تبرز هذه الأنثى لقيادة القطيع على الدوام. يتمحور مدى سيطرة أحد الجديان على الأخرى ن على مدى قوّة الرابطة بينه وبين والدته، وما أن تنقطع هذه الرابطة حتى تبدأ الصغار بإظهار سلوك السيطرة بين نظائرها.
للضأن البربري وقفة تهديد مميزة يلجأ إليها أثناء النزاع مع فرد آخر من القطيع، أو عند تهديده من قبل مفترس، حيث يوجه قرونه نحو الحيوان الذي يشعر بالإزعاج منه. كما لوحظ وجود نمطين من السلوك العدائي: النطح والمصارعة. يبرز السلوك الأول عندما يهاجم ذكرين بعضهما ويحتكان بقرونهما، أما الثاني فهو عبارة عن ضرب رأسهما ببعض أو إشباك قرونهما ومن ثم القيام ببعض الالتواءات حتى يُسقط أحدهما الآخر أرضا. وبالإضافة للذكور فإن الإناث تتقاتل مع بعضها أيضا ولكنها من النادر أن تنطح بعضها البعض. على العكس من الكثير من الخرفان البريّة، فإن الضأن البربري لا يرفس.

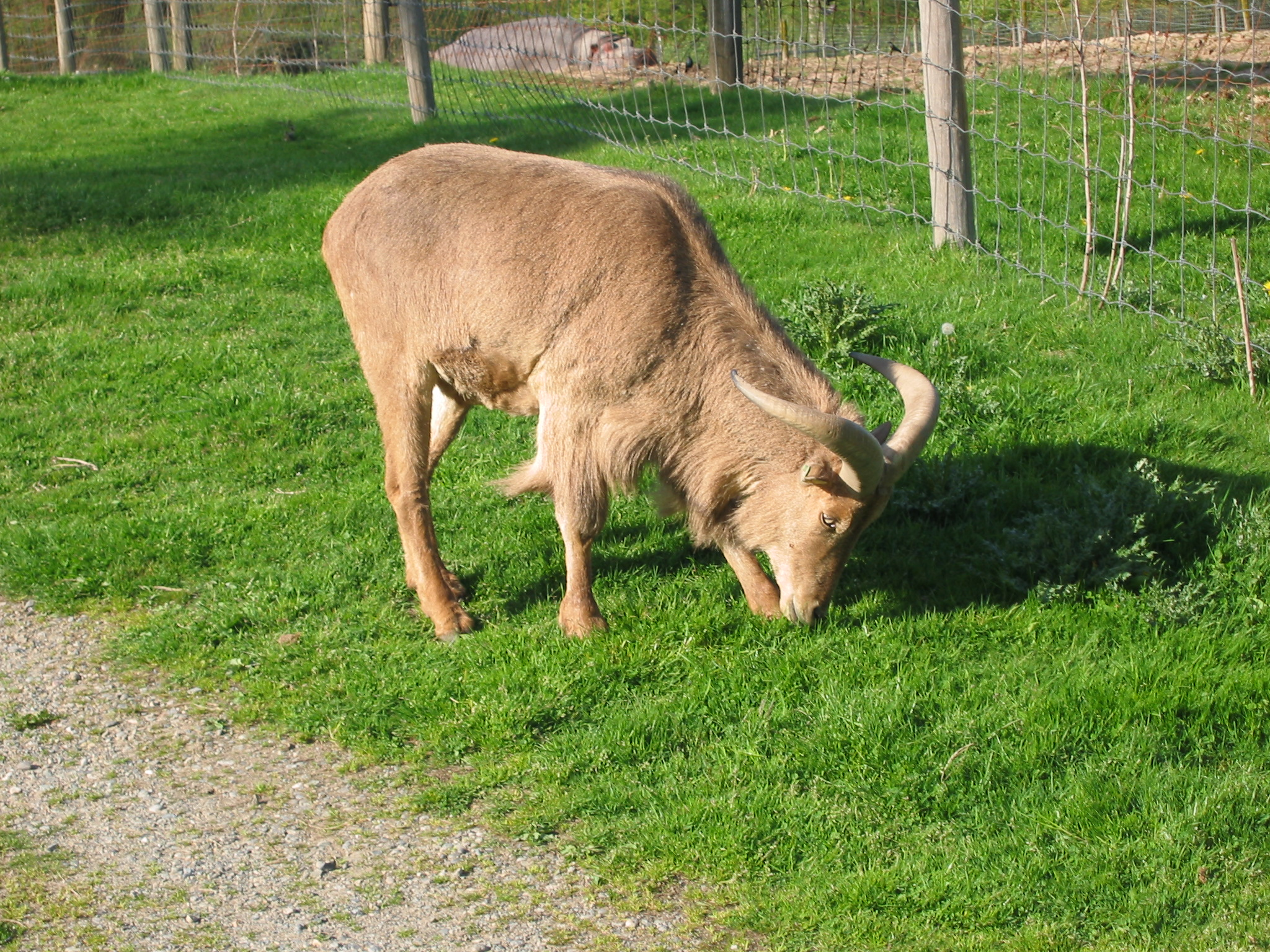
ضأن بربري يرعى في حديقة حيوانات فانكوفر.

تعتبر هذة الأكباش حيوانات غسقيّة أي أنها تنشط في فترة أوائل الصباح وأواخر العصر وترتاح خلال منتصف النهار الحار، وهذه الحيوانات رشيقة تستطيع القفز إلى علو يفوق المترين عندما تكون واقفة في مكانها. الأروي حيوانات انفرادية في العادة وهي تتجمد في مكانها لدى شعورها بالخطر، وتعتبر النمور وعناق الأرض المفترسات الرئيسيّة اليوم للضأن البربري في شمال أفريقيا.

### الحمية
يعيش الكبش البربري في المناطق الجبلية الجافة في الصحراء الكبرى حيث يرعى على كافة أنواع النباتات المتوفرة بما فيها العشب والشجيرات بالإضافة إلى الأشنات والسنط، وتحصل هذه الخرفان على كل العصارة التي تحتاجها من طعامها إلا أنه بحال توفرت المياه فسوف تشرب منها وتتمرّغ في وحولها. يلعب تغيّر الفصول دورا في تحديد حمية هذه الحيوانات، ففي الشتاء يشكل العشب أكثر طعامها، بينما تشكل الشجيرات غالبيّة غذائها باقي فصول السنة.

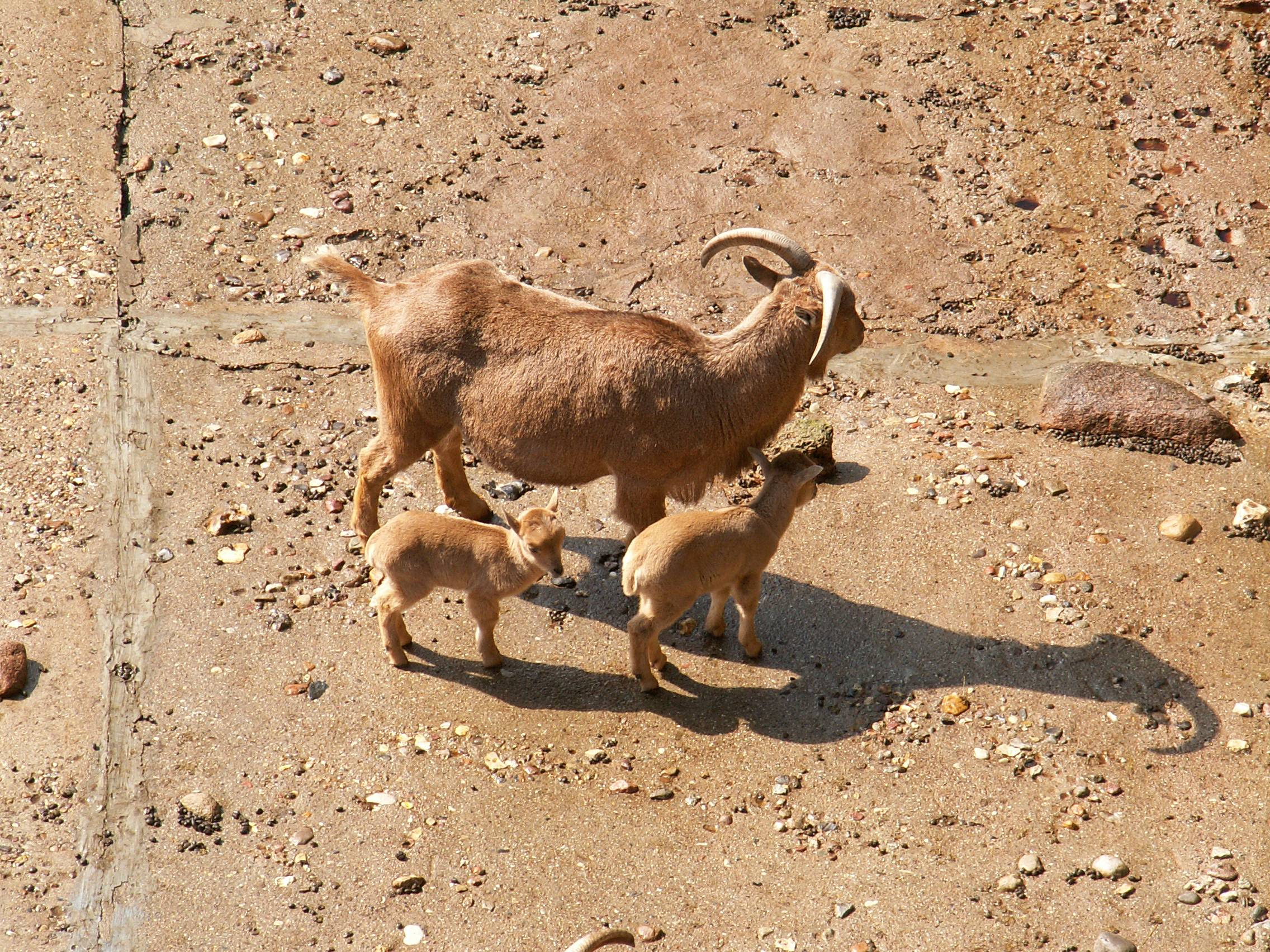
أم وصغيريها

### التناسل
يدافع كل ضأن ذكر عن مجموعة خاصة به من الإناث خلال فترة الدورة النزوية، وعندما تختار الأنثى شريكا لها فإنها غالبا ما تقوم بلعق جوانبه أو تلامس خطمه قبل الجماع. يبدأ موسم التناسل غالبا في سبتمبر ويستمر حتى نوفمبر، إلا أن توقيته قد يختلف بحب المنطقة التي تقطنها الحيوانات وظروفها المناخية. تستمر فترة الحمل حوالي 160 يوما، لذا فإن معظم الجديان تولد بين شهريّ مارس ومايو، إلا أنه لوحظ أيضا حصول بعض الولادات بوقت متأخر مثل في شهر نوفمبر. تلد الأنثى في العادة صغيرا واحدا، لكن يُحتمل ولادة توائم مرة واحدة من أصل ست أو سبع ولادات.
يختلف توقيت النضوج الجنسي عند الذكور باختلاف الأفراد، فقد تم العثور على سائل منوي عند أحد الذكور البالغ أحد عشر شهرا؛ إلا أنه يعتقد بأن هذا ليس المعيار الطبيعي. تعتبر الإناث بالغة عندما تصل لسن 19 شهرا، إلا أن بعض الإناث التي كانت قد بلغت 8 أشهر أنجبت جديانا صحيّة.

## الموطن والمسكن

### الموطن الأصلي
يتواجد الضأن البربري اليوم في شمال أفريقيا بدول موريتانيا، المغرب ، جنوب الجزائر، تونس، شمال غرب تشاد، شمال مالي، السودان (غرب النيل وشرقه في منطقة تلال البحر الأحمر)، ويُحتمل وجود جمهرات باقية منها في مصر وليبيا، وفي عصور سابقة امتد موطن هذه الحيوانات شمالا حتى وصل فلسطين.

### الجمهرات الدخيلة

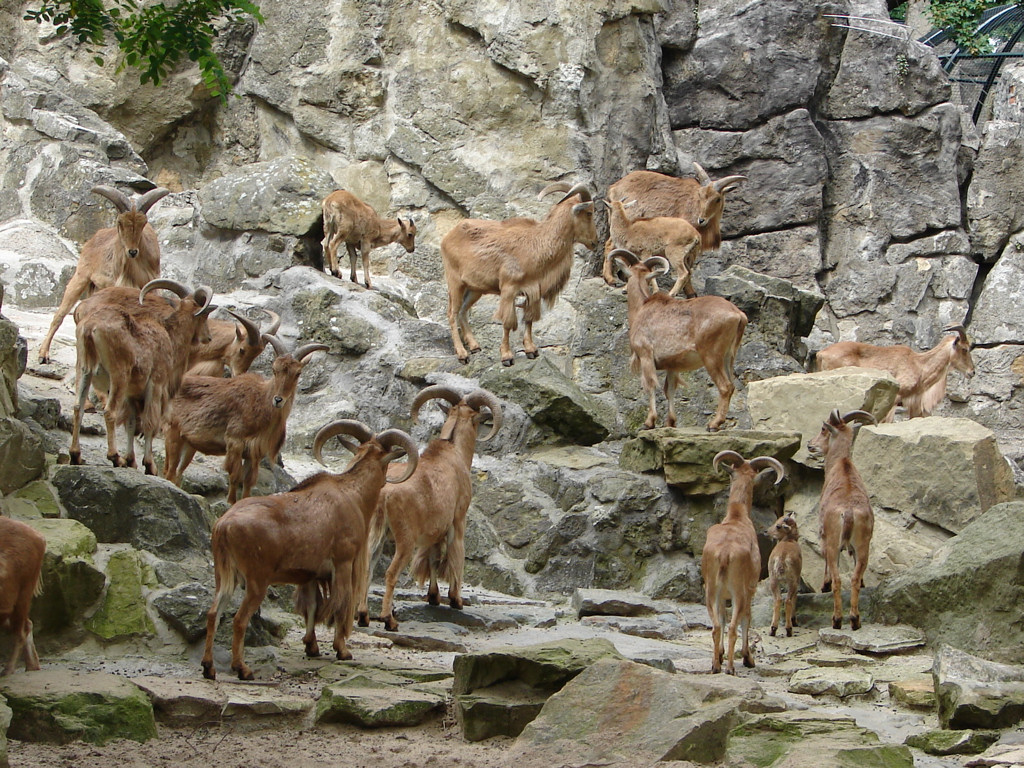
قطيع أكباش بربرية في حديقة حيوانات برلين.

أدخلت هذه الحيوانات إلى عدد من الدول الأوروبية، بما فيها ألمانيا وإيطاليا، خلال أواخر القرن التاسع عشر.
قامت هذه الأكباش، بحسب ما أفادت الدراسات، بتوسيع نطاق انتشارها في الربع الجنوبي الغربي من شبه الجزيرة الأيبيرية، حيث أصبح الكبش البربري حيوانا مألوفا في منطقة محدودة من جنوب غرب إسبانيا بعد أن تم إدخاله كطريدة للصيد في منتزه سييرا إسبوانا الطبيعي عام 1970. وتمكنت هذه الحيوانات بواسطة قدرتها المذهلة على التأقلم من استيطان المناطق المجاورة للمنتزه بسرعة، أما تكاثرها في أراضي الصيد الخاصة فكان سببا رئيسيا آخر ساعد على انتشارها.
أدخلت وداد إلى جزير لا بالما (جزر الكناري) كذلك الأمر حيث أصبحت مصدر خطر كبير على النباتات البلديّة في تلك الجزر التي انتشرت في وسطها وشمالها. تمثل هذه الحيوانات خطرا أكبر في شبه الجزيرة حيث تنافس الحافريات المحلية على الغذاء، وقد أظهرت الدراسات في جنوبي إسبانيا أن الفصيلة تنتشر بشكل سريع في مناطق جديدة حيث أنشأت مجموعات تتألف من ذكور وإناث بالغة، كما لوحظ بشكل جليّ إنشاء مجموعات للحضانة في أقاليم أليقنت، المرية، غرناطة، وميورقة.
و تبرز مشكلتان أساسيتان حاليا تتعلقا بمسألة الحفاظ على التوازن الطبيعي في جنوب إسبانيا: الحاجة إلى إجراء دراسات مفصلة يمكن الاعتماد عليها في جميع المناطق التي يحتمل أن تنتشر الفصيلة فيها، بالإضافة إلى الحاجة الملحة لتغيير السياسات المتعلقة بفصائل الطرائد وذلك للتمكن من السيطرة على المزارع الخاصة المختصة بتربيتها لمنع الحيوانات من الهرب إلى البريّة.
وقرابة عام 1900 نقلت أولى الأكباش البربرية إلى الولايات المتحدة كي تُعرض في حدائق الحيوانات، وقد قامت الأخيرة ببيع الفائض من حيواناتها إلى بعض الأفراد الذين قاموا بإطلاق سراحها في بريّة نيو مكسيكو عام 1950، وتكساس وكاليفورنيا عام 1957، وقد أدّى هذا إلى وجود جمهرة بريّة منها اليوم في جنوبي غرب الولايات المتحدة والمكسيك.